# Fédération des clubs Connaître et protéger la nature
 (février 2018).
 (juin 2017).
Si vous disposez d'ouvrages ou d'articles de référence ou si vous connaissez des sites web de qualité traitant du thème abordé ici, merci de compléter l'article en donnant les références utiles à sa vérifiabilité et en les liant à la section « Notes et références ».
La FCPN, Fédération des clubs Connaître et protéger la nature (CPN), est une association à but non lucratif qui œuvre pour développer la culture naturaliste et les clubs nature à travers la francophonie.

## Petite histoire naturelle des clubs CPN
En 1972, Pierre Déom, instituteur dans les Ardennes et membre de la société départementale de protection de la nature des Ardennes, crée un journal, La Hulotte, destiné à populariser la découverte de la nature dans les écoles ardennaises. Finesse des dessins exécutés à la plume, humour des textes, rigueur scientifique des informations en sont les qualités principales. En même temps, dans les Ardennes, des enfants s’organisent en clubs pour connaître et protéger la nature (les clubs CPN). La Hulotte est leur bulletin de liaison.
De 1973 à 1983, les clubs se multiplient rapidement avec des lycéens ou des adultes. La Hulotte acquiert un succès international et se consacre maintenant uniquement à la connaissance de la nature. Les clubs CPN se dotent alors de leur propre bulletin de liaison la Gazette des terriers et de fiches techniques et pédagogiques. Parallèlement, la maison des CPN se crée à Boult-aux-Bois, dans les locaux du centre d’initiation à la nature. Des stages sont organisés et des milliers de jeunes adhèrent à des clubs CPN, se sensibilisant ainsi à l’environnement, acquérant des connaissances concrètes et s’initiant à la vie associative.
Le réseau informel des clubs CPN adopte la forme juridique d'association de type Loi 1901 en 1983 et devient la FCPN (Fédération nationale des clubs CPN). Elle a pour but de soutenir, coordonner et promouvoir l’action de tous les clubs. Membre de la Fédération française des sociétés de protection de la nature (devenue aujourd’hui France Nature Environnement), elle respecte l’autonomie et la spécificité de chaque club.
En 1985, les clubs se retrouvent tous à Céré-la-Ronde (Indre-et-Loire) pour la première fois. De grandes associations nationales ainsi que madame Bouchardeau, ministre de l’Environnement, sont présentes, marquant un pas décisif dans la reconnaissance des clubs CPN. Madame Huguette Bouchardeau reçoit la 10 000e carte de membre CPN.

## Les clubs CPN
Les clubs CPN sont nés en 1972. Ils sont les enfants de La Hulotte.
Un club CPN est un groupe d'enfants, d'ados, ou d'adultes qui s'intéressent à la nature et qui ont décidé de mieux la connaître et de la protéger ensemble. Ces clubs constituent des écoles de « jeunes naturalistes » où la soif d'apprendre et de transmettre des connaissances constituent la motivation première des membres. Il peut être créé entre copains ou en famille, dans une école ou encore un centre de loisirs, une association nature ou socio-culturelle (MJC, foyer rural), dans un mouvement de jeunesse ou un parc naturel.
Les clubs CPN sont des lieux d'apprentissage où les plus expérimentés accompagnent les novices. Ils agissent localement en faveur de la nature ; les actions de découverte et d'étude, de protection et de sensibilisation constituent leur cadre d'activité fondamental et mènent des activités strictement respectueuses des écosystèmes naturels, de la faune et de la flore sauvages.

## Les familles CPN
En 2013, la fédération CPN lance une action spécifique vers les familles : les familles CPN. Toute famille peut adhérer à la FCPN. Les outils de communication électronique doivent permettre à la fédération d'animer le réseau des clubs et celui des familles au plus près des besoins spécifiques de chaque type de structure adhérente. La Fédération change de nom est devient Fédération internationale des CPN 

## La FCPN, c'est
- plus de 500 clubs et familles en Europe[2]
- des relais en régions (réseau des  CPN en Haute-Normandie et dans les Hauts de France),
- des relais dans plusieurs pays (Fédération espagnole des clubs CPN, ADETOP au Togo, le GRABE au Bénin…),
- une association d'éducation populaire agréée par le ministère de la Jeunesse et des Sports et par le ministère de l'Éducation nationale (en France),
- des partenariats avec la Ligue de Protection des Oiseaux (LPO), le Muséum national d'histoire naturelle (MNHN), la Fondation Nicolas-Hulot, etc.
- une association membre de France-Nature-Environnement (FNE)[réf. souhaitée], du Collectif français pour l'éducation à l'environnement vers un développement durable (CFEEDD), et de l'Union internationale pour la Conservation de la Nature (UICN).
- La FCPN est coorganisateur de la "Fête de la Nature".
- La FCPN est soutenue par le ministère de l'Écologie, du Développement et de l'Aménagement durables, le ministère de la Jeunesse et des Sports et par la région Grand Est.

## Rencontres internationales des CPN
Tous les 2 ans à la fin du mois d'août, se déroule un événement phare du mouvement CPN : les rencontres internationales des CPN. Il s'agit d'une manifestation à caractère festif, qui s'étale sur 4 journées et qui rassemble à chaque édition plusieurs dizaines de clubs CPN et réunit entre 400 et 500 personnes. Cette manifestation se déplace à chaque édition, à l'initiative d'un CPN qui en est l'instigateur.

### Liste de toutes les rencontres internationales des clubs CPN
- 2022 : XIXe rencontres, à Bréal-sous-Monfort (35)
- 2019 : XVIIIe rencontres, à Saint-Brisson (Nièvre), organisées par le club CPN Peirao.
- 2017 : XVIIe rencontres, à Fondettes (Indre et Loire)
- 2015 : XVIe rencontres, à Auxerre (Yonne).
- 2013 : XVe rencontres, à Marolles (41), organisées par le club CPN CJNA.
- 2011 : XIVe rencontres, à Saint-Martin d'Uriage (Isère), organisées par le club CPN "les renardeaux de Pinet".
- 2009 : XIIIe rencontres, à Saint-Laurent-de-Brévedent (Seine-maritime), organisées par le club CPN "la Sitelle" et le réseau des clubs CPN de Haute-Normandie.
- 2007 : XIIe rencontres, à Saint-Bauzille-de-Putois (Hérault), organisées par le club CPN "Les blaireaux de la garrigue".
- 2005 : XIe rencontres, à Mouscron (Belgique), organisées par le club CPN "Cellule environnement" et le CPN des Prés de Villeneuve d'Ascq (Nord)
- 2003 : Xe rencontres, à Chauvé (Loire-Atlantique), organisées par le club CPN "l'Hirondelle" et les clubs de Loire-Atlantique et Vendée.
- 2001 : IXe rencontres, à Marolles (Loir-et-Cher), organisées par le club CPN "CJNA".
- 1999 : VIIIe rencontres, à Bellegarde-en-Forez (Loire), organisées par le club CPN "les Castors fouineurs".
- 1997 : VIIe rencontres, à Frouville (Val-d'Oise), organisées par le club CPN "de la vallée du Sausseron".
- 1995 : VIe rencontres, à Spicheren (Moselle), organisées par le club CPN "les Faucons".
- 1993 : Ve rencontres, à Onzain (Loir-et-Cher), organisées par le club CPN "l'Ours".
- 1991 : IVe rencontres, à Launaguet (Haute-Garonne), organisées par le club CPN "la Chevêche".
- 1989 : IIIe rencontres, à Boult-aux-Bois (Ardennes), organisées par le CIN et la FCPN.
- 1987 : IIe rencontres ; à Aureil (Haute-Vienne), organisées par le CPN "l'Ecrevisse".
- 1985 : Ières rencontres, à Céré-la-Ronde (Indre-et-Loire), organisées par le CPN "La Margotte".

## Rencontres CPN
- (fr) Rencontres internationales 2007 des Clubs Connaître et protéger la nature
- (fr) Rencontres internationales 2009 des Clubs Connaître et protéger la naturë